# Capparis rufidula
Capparis rufidula är en kaprisväxtart som beskrevs av M. Jacobs. Capparis rufidula ingår i släktet Capparis och familjen kaprisväxter. Inga underarter finns listade i Catalogue of Life.